# Sassuolo Calcio Femminile 2018-2019
Questa voce raccoglie le informazioni riguardanti l'Associazione Sportiva Dilettantistica Sassuolo Calcio Femminile nelle competizioni ufficiali della stagione 2018-2019.

## Stagione
La stagione 2018-2019 del Sassuolo è partita con la presentazione di Gianpiero Piovani come nuovo allenatore della squadra, dopo che Federica D'Astolfo aveva lasciato l'incarico al termine della stagione 2017-2018, conclusa con la vittoria dei play-out. La squadra è stata presentata il 20 agosto 2018 al Mapei Stadium - Città del Tricolore in occasione della prima partita di Serie A maschile tra Sassuolo e Inter.

## Organigramma societario
Dati estratti dal sito ufficiale.
Area amministrativa
- Presidente: Betty Vignotto
- Vice Presidente: Massimo Menighetti
- Segretario e Responsabile Settore Giovanile: Maria Grazia Azzolini
- Consigliere: Fabrizio Nicolini
- Consigliere: Samantha Dolci
- Consigliere: Gabriella Gherardi
- Consigliere: Gloria Bimbi
- Consigliere: Anna Girgenti

Area tecnica
- Allenatore: Gianpiero Piovani
- Assistente tecnico: Samantha Dolci
- Preparatore portieri: Raffaele Nuzzo
- Preparatore atletico: Matteo Benassi
- Collaboratore: Gabriella Gherardi
- Collaboratore: Anna Girgenti
- Collaboratore: Gloria Bimbi

## Rosa
Rosa e numeri come da sito ufficiale, aggiornata al 20 dicembre 2018.
| N. |                        | Ruolo | Calciatrice            |
| -- | ---------------------- | ----- | ---------------------- |
| 2  | Inghilterra (bandiera) | D     | Siobhan Mariè Wilson   |
| 3  | Italia (bandiera)      | D     | Giulia Bursi           |
| 4  | Italia (bandiera)      | D     | Tecla Pettenuzzo       |
| 5  | Italia (bandiera)      | C     | Lara Barbieri          |
| 6  | Italia (bandiera)      | D     | Gloria Giatras Zoi     |
| 7  | Italia (bandiera)      | A     | Francesca Imprezzabile |
| 8  | Italia (bandiera)      | C     | Giada Pondini          |
| 9  | Italia (bandiera)      | A     | Melania Martinovic     |
| 10 | Italia (bandiera)      | A     | Sandy Iannella         |
| 11 | Italia (bandiera)      | A     | Valeria Monterubbiano  |
| 13 | Italia (bandiera)      | D     | Elisabetta Oliviero    |
| 14 | Svezia (bandiera)      | D     | Saga Fredriksson       |
| 15 | Italia (bandiera)      | C     | Benedetta Brignoli     |
| 17 | Polonia (bandiera)     | C     | Katarzyna Daleszczyk   |
| 18 | Inghilterra (bandiera) | A     | Shameeka Fishley       |
| 20 | Italia (bandiera)      | A     | Benedetta Orsi         |

| N. |                      | Ruolo | Calciatrice        |
| -- | -------------------- | ----- | ------------------ |
| 21 | Italia (bandiera)    | C     | Martina Tomaselli  |
| 22 | Italia (bandiera)    | A     | Claudia Ferrato    |
| 23 | Italia (bandiera)    | C     | Giorgia Tudisco    |
| 24 | Romania (bandiera)   | C     | Adina Giurgiu      |
| 27 | Italia (bandiera)    | P     | Martina Galloni    |
| 28 | Italia (bandiera)    | A     | Sara Novelli       |
| 31 | Svizzera (bandiera)  | P     | Gaëlle Thalmann    |
| 36 | Italia (bandiera)    | A     | Michela Cambiaghi  |
| 46 | Italia (bandiera)    | P     | Sabrina Tasselli   |
| 67 | Scozia (bandiera)    | D     | Eilish McSorley    |
| 71 | Italia (bandiera)    | D     | Martina Lenzini    |
| 93 | Italia (bandiera)    | A     | Giusy Faragò       |
| 99 | Italia (bandiera)    | A     | Veronica Battelani |
|    | Italia (bandiera)    | C     | Alice Rossi        |
|    | Italia (bandiera)    | C     | Silvia Zanni       |
|    | Finlandia (bandiera) | A     | Riikka Hannula     |

## Calciomercato

### Sessione estiva
| Acquisti | Acquisti              | Acquisti           | Acquisti      |
| R.       | Nome                  | da                 | Modalità      |
| -------- | --------------------- | ------------------ | ------------- |
| P        | Gaëlle Thalmann       | Mozzanica          | definitivo    |
| D        | Saga Fredriksson      | Limhamn Bunkeflo   | definitivo    |
| D        | Martina Lenzini       | Juventus           | prestito      |
| D        | Eilish McSorley       | Västerås BK30      | definitivo    |
| D        | Tecla Pettenuzzo      | Brescia            | definitivo    |
| C        | Katarzyna Daleszczyk  | Brescia            | definitivo    |
| C        | Martina Tomaselli     | Brescia            | definitivo    |
| A        | Veronica Battelani    | Riccione           | definitivo    |
| A        | Claudia Ferrato       | Padova             | definitivo    |
| A        | Riikka Hannula        | ChievoVerona Valpo | definitivo    |
| A        | Melania Martinovic    | Res Roma           | definitivo    |
| A        | Valeria Monterubbiano | Mozzanica          | definitivo    |
| A        | Benedetta Orsi        | Empoli             | fine prestito |

| Cessioni | Cessioni           | Cessioni           | Cessioni   |
| R.       | Nome               | a                  | Modalità   |
| -------- | ------------------ | ------------------ | ---------- |
| P        | Alice Lugli        | Empoli             | definitivo |
| D        | Roberta D'Adda     | Inter Milano       | definitivo |
| D        | Eleonora Rosso     |                    | svincolata |
| D        | Stefania Zanoletti | ChievoVerona Valpo | definitivo |
| C        | Chiara Eusebio     |                    | svincolata |
| C        | Eleonora Prost     | ChievoVerona Valpo | definitivo |
| C        | Sara Tardini       | ChievoVerona Valpo | definitivo |
| A        | Fabiana Costi      | Inter Milano       | definitivo |
| A        | Laura Rus          | Verona Women       | definitivo |
| A        | Stefania Tarenzi   | ChievoVerona Valpo | definitivo |

### Sessione invernale
| Acquisti | Acquisti             | Acquisti         | Acquisti   |
| R.       | Nome                 | da               | Modalità   |
| -------- | -------------------- | ---------------- | ---------- |
| D        | Siobhan Mariè Wilson | Málaga           | definitivo |
| A        | Michela Cambiaghi    | Mozzanica        | prestito   |
| A        | Shameeka Fishley     | ÍBV Vestmannæyja | definitivo |

| Cessioni | Cessioni           | Cessioni  | Cessioni   |
| R.       | Nome               | a         | Modalità   |
| -------- | ------------------ | --------- | ---------- |
| C        | Lara Barbieri      | Roma CF   | [ 33 ]     |
| A        | Melania Martinovic | Mozzanica | definitivo |
| A        | Riikka Hannula     |           | svincolata |

## Risultati

### Serie A

#### Girone di andata
| Arbitro: | Marco Emmanuele (Pisa) |

|                                                       |           |                                   |
| Iannella 11’ (rig.) Ferrato 22’ Di Criscio 74’ (aut.) | Marcatori | 59’ (rig.) Serturini 80’ Piemonte |

| Arbitro: | Marco Cecchin (Bassano del Grappa) |

|  |           |                             |
|  | Marcatori | 56’ Daleszczyk 88’ Iannella |

| Arbitro: | Simone Picchi (Lucca) |

|                    |           |                              |
| Ferrato 28’, 45+1’ | Marcatori | 34’ Giacinti 39’ Alborghetti |

| Arbitro: | Nicola Di Giovanni (Caserta) |

|  |           |                                                           |
|  | Marcatori | 6’ (rig.) Iannella 33’ Pettenuzzo 61’ Tudisco 75’ Ferrato |

| Arbitro: | Luca Zucchetti (Foligno) |

|  |           |                 |
|  | Marcatori | 26’, 73’ Guagni |

| Arbitro: | Marco Sicurello (Seregno) |

|           |           |             |
| Sardu 78’ | Marcatori | 40’ Giurgiu |

| Arbitro: | Giuseppe Vingo (Pisa) |

|           |           |              |
| Ferin 86’ | Marcatori | 16’ McSorley |

| Arbitro: | Fabio Catani (Fermo) |

|                                                      |           |                  |
| Hannula 40’ Daleszczyk 45’ Battelani 65’ Giurgiu 88’ | Marcatori | 90+2’ (rig.) Rus |

| Arbitro: | Ermes Fabrizio Cavaliere (Paola) |

|                                               |           |  |
| Girelli 58’ Cernoia 64’ Aluko 75’ Glionna 85’ | Marcatori |  |

| Arbitro: | Valentina Finzi (Foligno) |

|  |           |              |
|  | Marcatori | 77’ L. Roche |

| Arbitro: | Jacopo Bertini (Lucca) |

|  |           |                                |
|  | Marcatori | 32’, 74’ Cambiaghi 83’ Giurgiu |

#### Girone di ritorno
| Arbitro: | Ferrieri Caputi (Livorno) |

|                     |           |              |
| Bonfantini 70’, 79’ | Marcatori | 56’ Iannella |

| Reggio Emilia 12 gennaio 2019, ore 14:30 CET 13ª giornata | Sassuolo                 | 0 – 0 referto | Mozzanica | Stadio comunale Mirabello\| Arbitro: \| Ivan Catallo (Frosinone) \| |
| Arbitro:                                                  | Ivan Catallo (Frosinone) |               |           |                                                                     |

| Arbitro: | Matteo Dellapiccola (Trento) |

|                                                  |           |                         |
| Giacinti 5’, 84’ Sabatino 7’, 10’ Alborghetti 9’ | Marcatori | 28’ (rig.), 74’ Ferrato |

| Arbitro: | Dario Duzel (Castelfranco Veneto) |

|                                          |           |  |
| Ferrato 12’ Cambiaghi 69’ Oliviero 90+3’ | Marcatori |  |

| Arbitro: | Andrea Bianchini (Perugia) |

|                                                      |           |               |
| Bonetti 9’ Vigilucci 32’ (rig.) Mauro 37’ Guagni 60’ | Marcatori | 40’ Cambiaghi |

| Arbitro: | Stefano Nicolini (Brescia) |

|  |           |            |
|  | Marcatori | 40’ Pirone |

| Arbitro: | Giorgio Bozzetto (Bergamo) |

|             |           |              |
| Fishley 40’ | Marcatori | 18’ Kollanen |

| Arbitro: | Eugenio Scarpa (Collegno) |

|                               |           |                                |
| Pasini 62’ Lenzini 80’ (aut.) | Marcatori | 4’, 68’ Cambiaghi 34’ Iannella |

| Arbitro: | Stefano Nicolini (Brescia) |

|                              |           |             |
| McSorley 17’ Tomaselli 90+3’ | Marcatori | 58’ Girelli |

| Arbitro: | Luca De Angeli (Milano) |

|           |           |              |
| Nocchi 7’ | Marcatori | 38’ Iannella |

| Arbitro: | Bogdan Nicolae Sfira (Pordenone) |

|                                              |           |  |
| Ferrato 4’ Iannella 52’ Vavassori 66’ (aut.) | Marcatori |  |

### Coppa Italia
| Arbitro: | Restaldo (Ivrea) |

|                    |           |  |
| Ferrato 61’ (rig.) | Marcatori |  |

| Arbitro: | Crezzini (Siena) |

|  |           |                            |
|  | Marcatori | 38’ Sabatino 63’ Giugliano |

| Arbitro: | Duzel (Castelfranco Veneto) |

|                                 |           |  |
| Giacinti 34’ Giurgiu 83’ (aut.) | Marcatori |  |

## Statistiche

### Statistiche di squadra
| Competizione | Punti | In casa | In casa | In casa | In casa | In casa | In casa | In trasferta | In trasferta | In trasferta | In trasferta | In trasferta | In trasferta | Totale | Totale | Totale | Totale | Totale | Totale | DR |
| Competizione | Punti | G       | V       | N       | P       | Gf      | Gs      | G            | V            | N            | P            | Gf           | Gs           | G      | V      | N      | P      | Gf     | Gs     | DR |
| ------------ | ----- | ------- | ------- | ------- | ------- | ------- | ------- | ------------ | ------------ | ------------ | ------------ | ------------ | ------------ | ------ | ------ | ------ | ------ | ------ | ------ | -- |
| Serie A      | 33    | 11      | 5       | 3       | 3       | 18      | 11      | 11           | 4            | 3            | 4            | 19           | 20           | 22     | 9      | 6      | 7      | 37     | 31     | +6 |
| Coppa Italia | -     | 2       | 1       | 0       | 1       | 1       | 2       | 1            | 0            | 0            | 1            | 0            | 2            | 3      | 1      | 0      | 2      | 1      | 4      | -3 |
| Totale       | -     | 13      | 6       | 3       | 4       | 19      | 13      | 12           | 4            | 3            | 5            | 19           | 22           | 25     | 10     | 6      | 9      | 38     | 35     | +3 |

### Andamento in campionato
| Giornata  | 1 | 2 | 3 | 4 | 5 | 6 | 7 | 8 | 9 | 10 | 11 | 12 | 13 | 14 | 15 | 16 | 17 | 18 | 19 | 20 | 21 | 22 |
| --------- | - | - | - | - | - | - | - | - | - | -- | -- | -- | -- | -- | -- | -- | -- | -- | -- | -- | -- | -- |
| Luogo     | C | T | C | T | C | T | T | C | T | C  | T  | T  | C  | T  | C  | T  | C  | C  | T  | C  | T  | C  |
| Risultato | V | V | N | V | P | N | N | V | P | P  | V  | P  | N  | P  | V  | P  | P  | N  | V  | V  | N  | V  |
| Posizione | 1 | 1 | 1 | 1 | 1 | 4 | 4 | 4 | 4 | 6  | 4  | 6  | 6  | 6  | 6  | 7  | 7  | 7  | 7  | 6  | 5  | 5  |

Legenda:

Luogo: C = Casa; T = Trasferta. Risultato: V = Vittoria; N = Pareggio; P = Sconfitta.

### Statistiche delle giocatrici
| Giocatore        | Serie A  | Serie A | Serie A     | Serie A    | Coppa Italia | Coppa Italia | Coppa Italia | Coppa Italia | Totale   | Totale | Totale      | Totale     |
| Giocatore        | Presenze | Reti    | Ammonizioni | Espulsioni | Presenze     | Reti         | Ammonizioni  | Espulsioni   | Presenze | Reti   | Ammonizioni | Espulsioni |
| ---------------- | -------- | ------- | ----------- | ---------- | ------------ | ------------ | ------------ | ------------ | -------- | ------ | ----------- | ---------- |
| L. Barbieri      | 2        | 0       | 1           | 0          | 1            | 0            | 0            | 0            | 3        | 0      | 1           | 0          |
| V. Battelani     | 4        | 1       | 0           | 0          | -            | -            | -            | -            | 4        | 1      | 0           | 0          |
| B. Brignoli      | 5        | 0       | 0           | 0          | 1            | 0            | 0            | 0            | 6        | 0      | 0           | 0          |
| G. Bursi         | 14       | 0       | 0           | 0          | 0            | 0            | 0            | 0            | 14       | 0      | 0           | 0          |
| M. Cambiaghi     | 13       | 6       | 0           | 0          | 2            | 0            | 0            | 0            | 15       | 6      | 0           | 0          |
| K. Daleszczyk    | 15       | 2       | 1           | 0          | 2            | 0            | 0            | 0            | 17       | 2      | 1           | 0          |
| G. Faragò        | 4        | 0       | 0           | 0          | 1            | 0            | 0            | 0            | 5        | 0      | 0           | 0          |
| C. Ferrato       | 22       | 8       | 0           | 0          | 3            | 1            | 0            | 0            | 25       | 9      | 0           | 0          |
| S. Fishley       | 7        | 1       | 1           | 0          | 1            | 0            | 0            | 0            | 8        | 1      | 1           | 0          |
| S. Fredriksson   | 3        | 0       | 0           | 0          | -            | -            | -            | -            | 3        | 0      | 0           | 0          |
| M. Galloni       | 0        | 0       | 0           | 0          | -            | -            | -            | -            | 0        | 0      | 0           | 0          |
| G. Giatras Zoi   | 16       | 0       | 3           | 0          | 2            | 0            | 0            | 0            | 18       | 0      | 3           | 0          |
| A. Giurgiu       | 16       | 3       | 0           | 0          | 3            | 0            | 0            | 0            | 19       | 3      | 0           | 0          |
| R. Hannula       | 3        | 1       | 0           | 0          | -            | -            | -            | -            | 3        | 1      | 0           | 0          |
| S. Iannella      | 18       | 7       | 0           | 0          | 2            | 0            | 0            | 0            | 20       | 7      | 0           | 0          |
| F. Imprezzabile  | -        | -       | -           | -          | 0            | 0            | 0            | 0            | 0        | 0      | 0           | 0          |
| M. Lenzini       | 19       | 0       | 0           | 0          | 2            | 0            | 0            | 0            | 21       | 0      | 0           | 0          |
| M. Martinovic    | 4        | 0       | 0           | 0          | -            | -            | -            | -            | 4        | 0      | 0           | 0          |
| E. McSorley      | 14       | 2       | 1           | 0          | 2            | 0            | 0            | 0            | 16       | 2      | 1           | 0          |
| V. Monterubbiano | 6        | 0       | 0           | 0          | -            | -            | -            | -            | 6        | 0      | 0           | 0          |
| S. Novelli       | -        | -       | -           | -          | -            | -            | -            | -            | -        | -      | -           | -          |
| E. Oliviero      | 15       | 1       | 2           | 0          | 2            | 0            | 1            | 0            | 17       | 1      | 3           | 0          |
| B. Orsi          | 12       | 0       | 0           | 0          | 3            | 0            | 0            | 0            | 15       | 0      | 0           | 0          |
| T. Pettenuzzo    | 22       | 1       | 2           | 0          | 2            | 0            | 0            | 1            | 24       | 1      | 2           | 1          |
| G. Pondini       | 16       | 0       | 0           | 0          | 3            | 0            | 0            | 0            | 19       | 0      | 0           | 0          |
| S. Rossi         | 1        | 0       | 0           | 0          | -            | -            | -            | -            | 1        | 0      | 0           | 0          |
| S. Tasselli      | 1        | -4      | 0           | 0          | 3            | -4           | 0            | 0            | 4        | -8     | 0           | 0          |
| G. Thalmann      | 21       | -27     | 0           | 0          | 0            | 0            | 0            | 0            | 21       | -27    | 0           | 0          |
| M. Tomaselli     | 20       | 1       | 1           | 0          | 2            | 0            | 0            | 0            | 22       | 1      | 1           | 0          |
| G. Tudisco       | 8        | 1       | 0           | 0          | 2            | 0            | 0            | 0            | 10       | 1      | 0           | 0          |
| S. Wilson        | 2        | 0       | 0           | 0          | 1            | 0            | 0            | 0            | 3        | 0      | 0           | 0          |
| S. Zanni         | -        | -       | -           | -          | 1            | 0            | 0            | 0            | 1        | 0      | 0           | 0          |